# Dayfa Khatun
 (décembre 2022).
La mise en forme du texte ne suit pas les recommandations de Wikipédia : il faut le « wikifier ».
Les points d'amélioration suivants sont les cas les plus fréquents. Le détail des points à revoir est peut-être précisé sur la page de discussion.
- Les titres sont pré-formatés par le logiciel. Ils ne sont ni en capitales, ni en gras.
- Le texte ne doit pas être écrit en capitales (les noms de famille non plus), ni en gras, ni en italique, ni en « petit »…
- Le gras n'est utilisé que pour surligner le titre de l'article dans l'introduction, une seule fois.
- L'italique est rarement utilisé : mots en langue étrangère, titres d'œuvres, noms de bateaux, etc.
- Les citations ne sont pas en italique mais en corps de texte normal. Elles sont entourées par des guillemets français : « et ».
- Les listes à puces sont à éviter, des paragraphes rédigés étant largement préférés. Les tableaux sont à réserver à la présentation de données structurées (résultats, etc.).
- Les appels de note de bas de page (petits chiffres en exposant, introduits par l'outil «  Source ») sont à placer entre la fin de phrase et le point final[comme ça].
- Les liens internes (vers d'autres articles de Wikipédia) sont à choisir avec parcimonie. Créez des liens vers des articles approfondissant le sujet. Les termes génériques sans rapport avec le sujet sont à éviter, ainsi que les répétitions de liens vers un même terme.
- Les liens externes sont à placer uniquement dans une section « Liens externes », à la fin de l'article. Ces liens sont à choisir avec parcimonie suivant les règles définies. Si un lien sert de source à l'article, son insertion dans le texte est à faire par les notes de bas de page.
- La présentation des références doit suivre les conventions bibliographiques. Il est recommandé d'utiliser les modèles {{Ouvrage}}, {{Chapitre}}, {{Article}}, {{Lien web}} et/ou {{Bibliographie}}. Le mode d'édition visuel peut mettre en forme automatiquement les références.
- Insérer une infobox (cadre d'informations à droite) n'est pas obligatoire pour parachever la mise en page.

Pour une aide détaillée, merci de consulter Aide:Wikification.
Si vous pensez que ces points ont été résolus, vous pouvez retirer ce bandeau et améliorer la mise en forme d'un autre article.
Dayfa Khatun (en arabe : ضيفة خاتون ) est une princesse ayyoubide, nièce de Saladin et régente d'Alep de 1236 à 1242 pour son petit-fils al Nasir Yusuf, futur et dernier sultan d'Alep de 1236 à 1260 et de Damas de 1250 à 1260. Considérée comme la première reine sunnite de l'histoire de l'islam, elle est décrite par l'historien D. Fairchild Ruggles dans l'ouvrage Women, Patronage, and self-representation in Islamic Societies dont il est le directeur comme une reine: 
«ayant atteint un niveau sans précédent d'autonomie et d'influence politique en devenant la première femme régente de son époque», une reine qu'il décrit « discrète » qui régnait «à l'abri des regards, (...) par l'entremise de son conseil, vivant une vie de profonde piété...»

## Enfance, éducation et mariage
Née en 581/1185 et morte en 638/1242, Dayfa Khatun est une princesse ayyoubide, fille d'al-Malik al-Adel, sultan d’Égypte de 592/1196 à 615/1218 qui n'était d'autre que le frère et successeur du fondateur du sultanat ayyoubide, Saladin. 
En tant que princesse, elle reçut une éducation distinguée incluant religion, fiqh, et belles-lettres. En 1213, à la mort de sa sœur Ghazya, Dayfa, alors âgée de 28 ans, épousa le veuf de cette dernière, al-Zahir Ghazi (m.613/1216), fils de Saladin et émir d'Alep. Cette alliance matrimoniale permet de mettre fin à une rivalité entre le père de Dayfa et le fils de Saladin. 

## Ascension au trône et régence
Elle accéda au trône grâce aux politiques de son père ainsi que par sa propre perspicacité. En effet, lorsqu'al-Adel devint souverain du sultanat ayyoubide (qui s'étend sur l'Égypte, le Hedjaz, le Yémen, la Syrie l'est de l'Anatolie et le nord de l'Irak), il évinça tous les fils de Saladin à l'exception d'al-Zahir Ghazi à Alep. À la mort de ce dernier qui succomba d'une maladie, elle réussit à établir son fils de trois ans, al-Aziz (r. 613/1216-634/1236), sur le trône ayyoubide avec pour atabeg (régent) Tughril (m. 634/1236), l'eunuque en chef du palais.
Dayfa, confiante et rassurée de la loyauté de l'atabeg, nouveau commandant des armées et régent d'un royaume qui s'étend sur deux millions de kilomètres carrés, se retira complètement de la vie politique. Cependant, en 634/1236, son fils al-Aziz ainsi que Tughril meurent. Alors âgée de 51 ans, Dayfa prend la tête du royaume avec pour titre malika (reine). Elle fut intronisée public, avec à ses cotés son petit-fils al-Nasir II (m.659/1260). À la suite de quoi, les différentes élites du royaume (des commandants des armées ayyoubides aux nobles ainsi que les habitants d'Alep) lui prêtèrent allégeance, reconnaissant ainsi sa légitimité à gouverner.
Dayfa Khatun porta d'autres titres en plus de celui de malika (reine) et khatun (noble dame), elle fut aussi appelée al-Satr al-'Ali (l'Altesse Distinguée). Certains de ses contemporains comme le chroniqueur et historien Ibn Wasil (m. 697/1298) la surnommaient al-sahiba (propriétaire) d'Alep.
En outre, alors qu'elle ne frappait pas monnaie en son nom et que ce dernier n'est pas prononcé lors de la khutba (sermon), c'est tout de même elle qui décidait quel nom allait être prononcé lors du sermon du vendredi. De plus, chaque écrit et document de la cour doit impérativement être frappé de son sceau.

### Alliances militaires et matrimoniales
D'un point de vue politique et militaire, elle forma des alliances pour assurer son trône, notamment en s'alliant à certains de ses frères qui règnent sur d'autres principautés du royaume ayyoubide en Syrie et dans la péninsule Arabique, comme l'alliance menée contre leur frère al-Kamil (m.636/1238), prince d’Égypte, qui s'oppose au règne de Dayfa. 
Par ailleurs, Dayfa initia des alliances militaires et politiques avec certains rivaux des Ayyoubides comme avec le sultan seldjoukide d'Anatolie, Kay Khusraw II (m.644/1246). Dayfa obtint de lui son soutien, en échange de quoi, le nom de ce dernier fut frappé sur les monnaies et proclamé au début des sermons, ce qui, dans le monde musulman médiéval, témoignant d'une certaine influence et du pouvoir des Seldjoukides à Alep.
Ces stratégies militaires de Dayfa Khatun s'accompagnaient aussi d'alliances matrimoniales à l'instar du mariage de Kay Khusraw II à la sœur d'al-Nasir puis en 634/1237, celui d'al-Nasir lui-même avec la sœur de Kay Khusraw II. Par ailleurs, l'historien Ibn al-'Adim (m. 1262) joua un rôle très important en tant que conseiller et ambassadeur de Dayfa auprès de Kay Khusraw II.

### Batailles et menaces repoussées
En 634/1236, le pouvoir qu'elle détenait sur les armées lui permit de combattre des Croisées d'Antioche qui pillaient les villages avoisinants Alep. Néanmoins, elle n'a jamais initié de guerre contre les Croisés, préférant se concentrer sur les affaires internes au royaume.  
Par ailleurs, elle mit un terme à la rébellion du prince al-Muzaffar (r. 636/1238-642/1244) qui avait succédé à al-Kamil à Damas et dans le nord de la Syrie. En effet, en 636/1238, al-Kamil empiète sur le royaume de Dayfa et réussit à en saisir quelques terres mais dès qu'il meurt la même année, c'est le prince al-Muzaffar qui continue l'initiative. Dayfa envoie alors son armée pour assiéger la ville de Hama, où se trouve al-Muzaffar. Néanmoins, alors que l'armée de Dayfa était sur le point de prendre la ville, la reine ordonne à ses hommes de retourner à Alep. Cette stratégie militaire apparut alors comme une punition, une mise en garde pour le prince al-Muzaffar; elle l'épargna pour montrer sa puissance alors qu'elle aurait pu l’éliminer.

### Gouverner Alep: politique intérieure, constructions d'institutions et d'écoles
Dayfa Khatun régnait sur un royaume présidée par un conseil de quatre à cinq hommes à la tête duquel se trouve l'amir Iqbal al-Khatuni. La reine jouissait d'une influence et d'une indépendance inhabituelles pour l'époque mais normales pour une femme de la dynastie Ayyoubide. En effet, l'historien D. Fairchild Ruggles dans Women, Patronage, and self-representation in Islamic Societies affirme :

«Whether in public processions or in private moments of worships, these princesses of the Zinged and Ayyubid dynasties of Mesopotamia, Syria, and Egypt commanded a great deal of respect and a royal status rarely accorded to court women before them.»

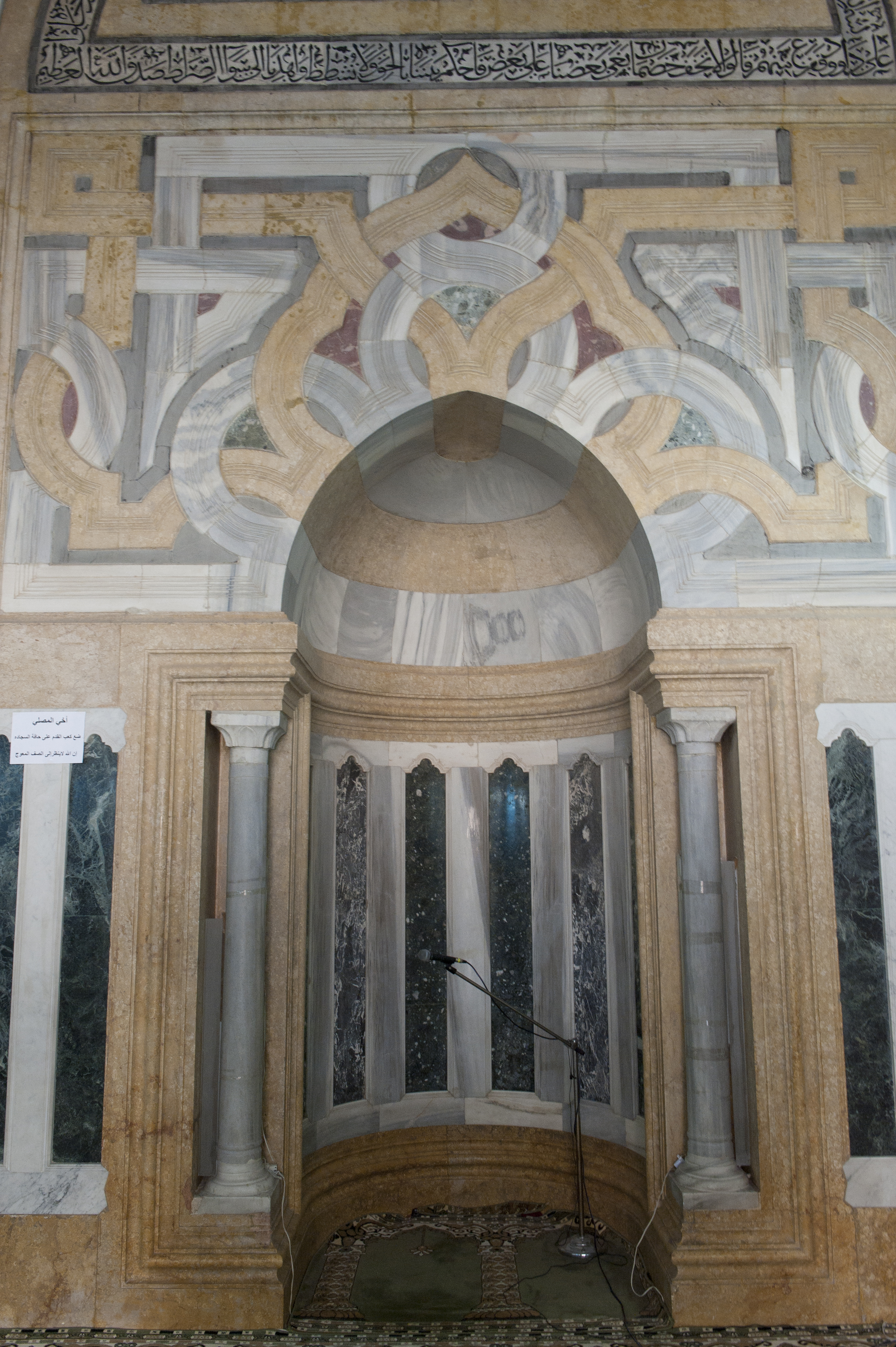
Mihrab de la madrasa al-Firdaws.

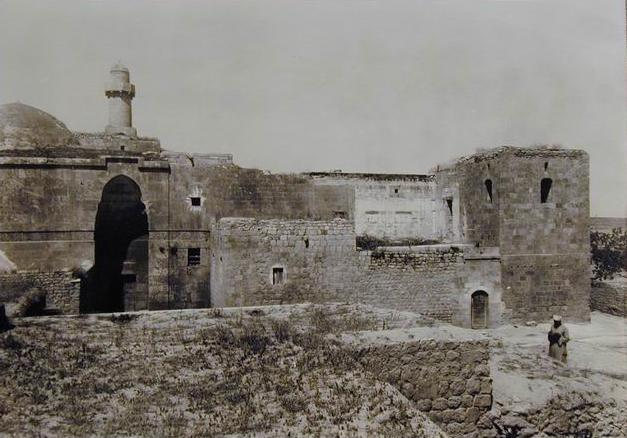
Image de la Firdaws Madrasa, au début du XXe siècle.

Elle joua également un rôle important dans la fondation et la construction d'institutions d'éducation, de madrasa-s et de khanqah-s. À Alep, Dayfa Khatun est à l'initiative de la fondation de deux khanqah-s: la Khanqah al-Farafra, qui était un lieu de résidence pour les femmes âgées, veuves ou divorcées qui n'avaient d'autre endroit où vivre, ainsi que la Khanqah al-Firdaws, composée de différentes écoles pour juristes, savants et religieux. Elle fut détruite pendant la guerre de Syrie qui commença en 2011.

## Décès
Elle meurt en 1242, laissant la régence à Shams al-Din Lu'lu al-Amini (m. 1251). En signe de deuil, les portes de la ville furent fermées trois jours durant.